# Edward B. Saff

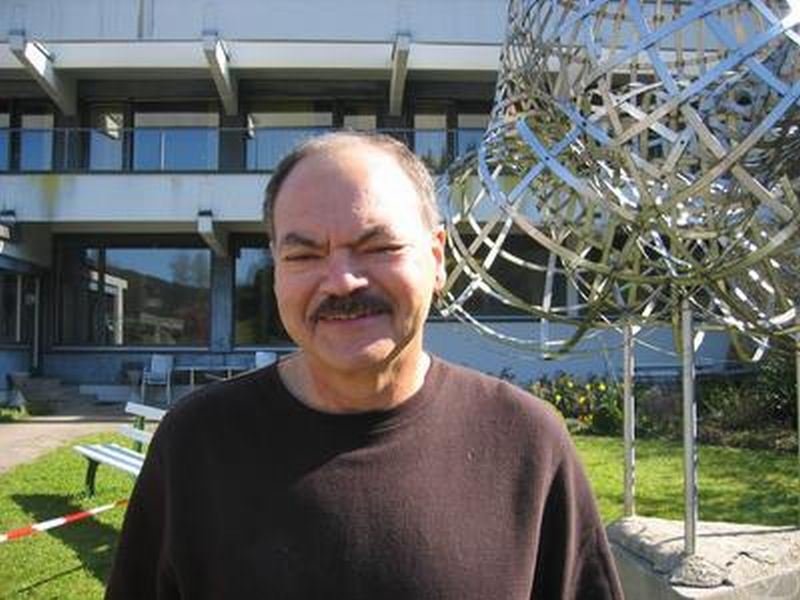
Edward Saff 2007

Edward Barry Saff (* 2. Januar 1944 in New York City) ist ein US-amerikanischer Mathematiker, der sich mit (komplexer) Analysis und Approximationstheorie  befasst.

## Leben
Saff studierte am Georgia Institute of Technology mit einem Bachelor-Abschluss 1964 und wurde 1968 bei Joseph Leonard Walsh an der University of Maryland in College Park promoviert (Interpolation and Functions of Class H (k, a, 2)).  Als Post-Doktorand war er als Fulbright-Stipendiat am Imperial College London (1968/69) und ab 1969 Assistant Professor, ab 1971 Associate Professor und ab 1976 Professor an der University of South Florida. Ab 1986 war er dort Distinguished Research Professor. Ab 2001 war er Direktor des Center for Constructive Approximation der Vanderbilt University. 2004 bis 2007 war er Executive Dean des College of Arts and Sciences.

## Wirken
Saff befasst sich mit Approximation von Funktionen im Komplexen mit Polynomen und rationalen Funktionen, Näherungslösungen von Differentialgleichungen, Padé-Approximation, Geometrie von Polynomen, speziellen Funktionen, Hardy-Räumen, konformen Abbildungen (einschließlich Numerik) und Potentialtheorie (Minima der Energie unter äußeren Zwangsbedingungen oder äußeren Feldern) befasst.
Im Jahr 1978 war er als Guggenheim Fellow in Oxford. Er ist Fellow der American Mathematical Society. Er ist auswärtiges Mitglied der Bulgarischen Akademie der Wissenschaften und Ehrenprofessor an der Zhejiang Normal University in China (1987).

## Schriften
Bücher:
- mit A. D. Snider:  Fundamentals of Complex Analysis, Prentice-Hall 1976, 3. Auflage 2003
- mit A. W. Goodman: Calculus: Concepts and Calculations, Macmillan 1981
- mit A. Edrei, R. S. Varga: Zeros of Sections of Power Series, Lecture Notes in Mathematics 1002, Springer-Verlag, Berlin, 1983.
- mit R. K. Nagle: Fundamentals of Differential Equations, Benjamin-Cummings 1986, 8. Auflage 2012 (zusätzlich mit A. D. Snider)
- mit R. K. Nagle: Fundamentals of Differential Equations and Boundary Value Problems, Addison-Wesley 1993, 6. Auflage 2012 (zusätzlich mit A. D. Snider)
- mit D. S. Lubinsky: Strong Asymptotics for Extremal Polynomials Associated with Weights on R, Lecture Notes in Mathematics 1305, Springer-Verlag, Berlin, 1988.
- mit Vilmos Totik: Logarithmic potentials with external fields, Grundlehren der mathematischen Wissenschaften 316, Springer 1997
- mit A. D. Snider: Fundamentals of Matrix Analysis, Wiley 2016

Herausgeberschaften:
- mit A. A. Gonchar: Approximation Theory in Complex Analysis and Mathematical Physics: A Workshop held in the Euler International Mathematical Institute, Leningrad, Spring 1991, Lecture Notes in Mathematics 1550, Springer-Verlag 1993
- mit St. Ruscheweyh, L. Salinas, Richard S. Varga: Computational Methods and Function Theory, Lecture Notes in Mathematics 1435, Springer-Verlag, Berlin, 1990.
- Approximation Theory, Tampa, Lecture Notes in Mathematics 1287, Springer-Verlag, Berlin, 1987.
- mit P. R. Graves-Morris, R. S. Varga: Rational Approximation and Interpolation, Lecture Notes in Mathematics 1105, Springer-Verlag, Berlin 1984.
- Herausgeber mit N. Papamichael,  St. Ruscheweyh: Computational Methods and Function Theory 1997, World Scientific, 1999.
- Herausgeber mit R. S. Varga: Padé and Rational Approximation: Theory and Application, Academic Press, New York, 1977.